# Ara (plaats in India)
Ara is een census town in het district Hazaribagh van de Indiase staat Jharkhand. 

## Demografie
Volgens de Indiase volkstelling van 2001 wonen er 14181 mensen in Ara, waarvan 54% mannelijk en 46% vrouwelijk is. De plaats heeft een alfabetiseringsgraad van 58%. 